# Еквивалентна пројекција
Еквивалентна пројекција је врста картографске пројекције код којих је сачуван однос величина површина на карти са одговарајућим у природи. Очување величина подједнако важи и за мале и за велике површине, а уједно је и њихов међусобни однос веродостојан истом на Земљиној површини. На оваквим картама је могуће израчунати површине помоћу датог размера, по истом принципу као и на плановима. Бесконачно мали круг се деформише у елипсу која му је једнака по површини, а свака фигура се деформише у површински еквиваленту фигуру.
Овакав тип пројекција погодан је за приказивање делова Земљине површине или целе планете, у случају када је потребно упоређивати неке одређене површине.